# 苏洪钧
苏洪钧（1940年3月10日—2017年2月2日），男，浙江海宁人，中国天文学家，曾领导LAMOST项目。

## 生平
历任中国科学院天文委员会副主任、主任，中国天文学会秘书长，九五国家重大科学工程—LAMOST项目总经理，紫金山天文台副台长，北京天文台副台长。